# Monnina connectisepala
Monnina connectisepala är en jungfrulinsväxtart som beskrevs av Chod.. Monnina connectisepala ingår i släktet Monnina och familjen jungfrulinsväxter. Inga underarter finns listade i Catalogue of Life.